# Else Levy
Else Philippine Levy (* 11. Juni 1891 in Berlin; † nach November 1942) war eine deutsche Ärztin.

## Leben und Wirken
Sie war Tochter des Chirurgen William Levy und dessen Frau Anna, geborene Fränkel. Nach ihrer schulischen Ausbildung studierte sie Medizin und erhielt im Oktober 1925 ihre Approbation. Im selben Jahr wurde ihr der medizinische Staatspreis der Berliner Universität als Studienpreis verliehen. Ab 1927 war sie als Assistenzärztin in einer Hals-Nasen-Ohren-Klinik in Berlin-Mitte angestellt und vom 1. Oktober 1931 als Fachärztin für HNO-Krankheiten tätig. Zwischen 1928 und 1931 verfasste sie zahlreiche wissenschaftliche Aufsätze für medizinischen Fachzeitschriften.

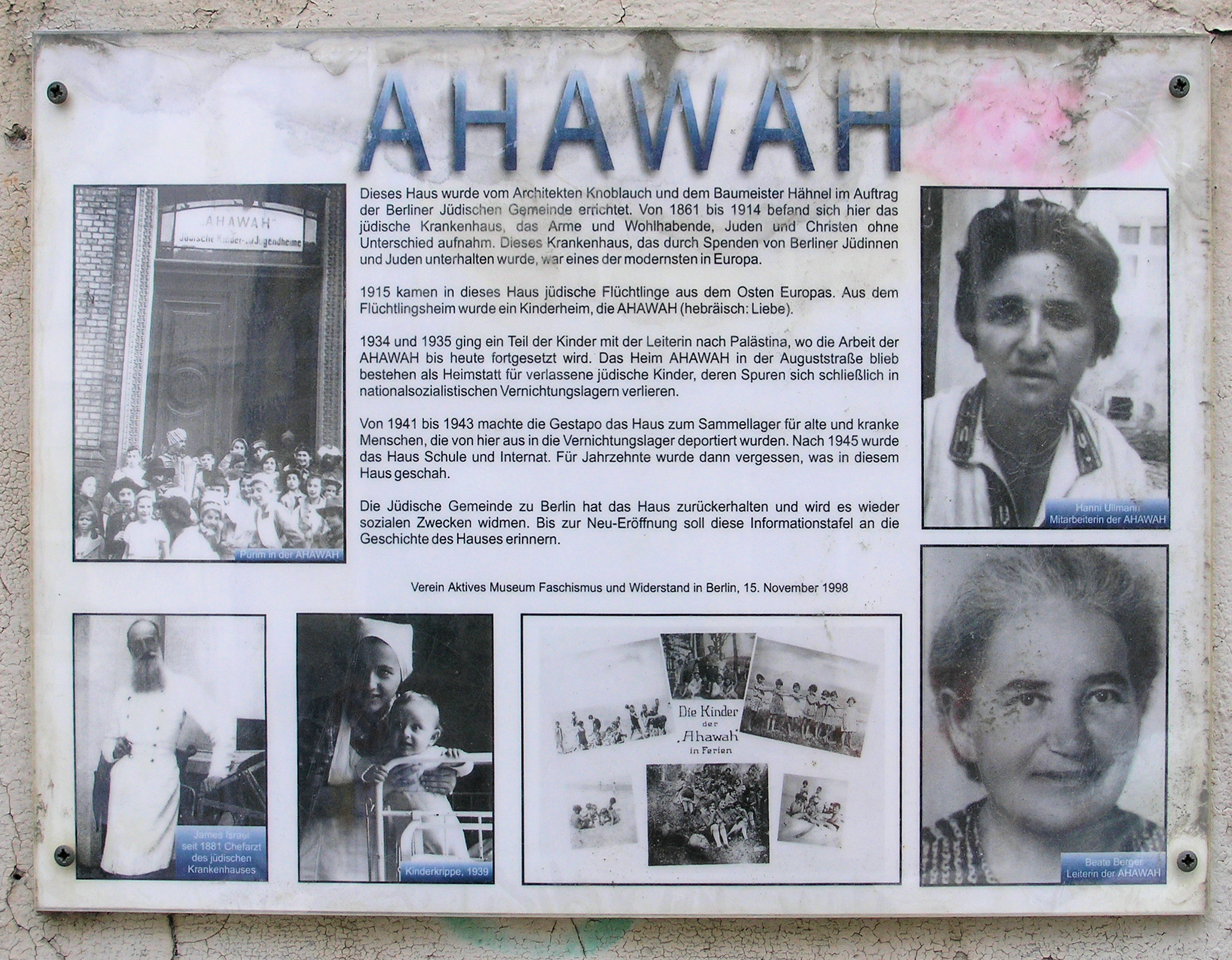
Gedenktafel am Jüdischen Krankenhaus in der Auguststraße

Aufgrund ihrer jüdischen Herkunft wurde ihr am 1. Juli 1933 gemäß der Verordnung über die Zulassung von Ärzten zur Tätigkeit bei den Krankenkassen vom 22. April 1933 die Kassenzulassung entzogen.
Sie konnte nur noch ausschließlich jüdische Patienten behandeln.
Seit 1934 war sie als Ärztin für Hals-, Nasen- und Ohren-Krankheiten an der Poliklinik des Jüdischen Krankenhauses in Berlin tätig. Im Juli 1938 wurde sie Leiterin der Abteilungen HNO und Allergologie der Klinik. Im Berliner Telefonbuch von 1941 wird ihr Name mit „Else Sara Levy“ angegeben, da sich deutsche Juden nach der Namensänderungsverordnung vom August 1938 durch ihren (jüdischen) Vornamen kenntlich zu machen hatten.
Im Herbst 1942 wurde das Krankenhaus durch die Gestapo besetzt und Ärzte und Pflegepersonal zum Teil deportiert. Im November 1942 tauchte Levy unter, doch wurde ihr Versteck verraten. Das weitere Schicksal von Else Philippine Levy ist unbekannt.

## Veröffentlichungen
- Welche diagnostische Bedeutung hat das Blutbild für die otogenen Krankheiten?, in: Zeitschrift für Hals-, Nasen- und Ohrenheilkunde, Springer, 1926 (Dissertation)
- mit Ernst Fränkel: Verhütung und Behandlung allergischer Krankheiten durch Filtervorrischtungen, In: Münchener Medizinische Wochenschrift, 1928, S. 696[8]
- mit Ernst Fränkel: Erfahrungen über Fieberapparaturen bei allergischen Krankheiten. In: Klinische Wochenschrift, 1928, S. 2292
- mit Ernst Fränkel: Allergie und moderne Methoden zur Diagnostik und Therapie allergischer Krankheiten. In: Medizinische Klinik, 1929, Nr. 8
- Seltene Komplikation nach Larynxexstirpation. In: Der Hals-, Nasen- und Ohrenarzt, Übersichtsberichte und Referate. 1930, S. 90
- Vorübergehende Amaurose bei Septumanästhesie. In: Zentralblatt für Hals-, Nasen- und Ohrenheilkunde, Springer-Verlag., 1930, S. 109
- Tinnitus Aurium of Allergic Origin. In: Zeitschrift für Laryngologie, Rhinologie, Otologie und ihre Grenzgebiete, 23:410, 1932